# 伊洛河
伊洛河是伊河和洛河交汇后的一条河流，故名，为黄河支流。伊洛河全长约为447公里，流域面积约为1.9万平方公里
根据《洛阳伽蓝记》记载，北魏时期的伊河与洛河的交汇处位于今洛阳市偃师区佃庄镇南部。